# Gene Raymond
Gene Raymond, pseudonimo di Raymond Guion (New York, 13 agosto 1908 – Los Angeles, 2 maggio 1998), è stato un attore statunitense.

## Biografia
Gene Raymond frequentò la Professional Children's School e iniziò la carriera teatrale ancora adolescente, comparendo in pièce come l'operetta Rip Van Winkle e in Mrs. Wiggs of the Cabbage Patch. Debuttò a Broadway all'età di diciassette anni nel dramma The Cradle Snatchers, che venne replicato per due anni e in cui recitò al fianco di Mary Boland, Edna May Oliver e del giovane Humphrey Bogart, all'epoca attore teatrale in cerca d'affermazione.
L'esordio cinematografico avvenne con il film Personal Maid (1931), nel quale Raymond si presentò al pubblico come presenza maschile di esuberante giovinezza, dall'aspetto virile e gradevole, dotato di un buon talento come cantante. Dopo essere apparso in Se avessi un milione (1932) con W.C. Fields e Charles Laughton, l'attore recitò in una serie di grandi successi degli anni trenta, ad iniziare da Lo schiaffo (1932) di John Ford, in cui fu secondo protagonista maschile al fianco di Clark Gable, Jean Harlow e Mary Astor. Seguirono il musical Carioca (1933) con Dolores del Río, film che segnò l'affermazione della coppia Fred Astaire-Ginger Rogers, Zani (1933) con Loretta Young, Ex-Lady (1933) con Bette Davis, Sadie McKee (1934) con Joan Crawford e, più tardi, Il signore e la signora Smith (1941) di Alfred Hitchcock, con Carole Lombard e Robert Montgomery.
Durante il decennio Raymond interpretò anche diversi musical per la RKO, tra i quali Quartieri di lusso (1936), al fianco di Ann Sothern, nel quale cantò la popolare canzone Will You?, da lui composta, così come fu successivamente autore di altri apprezzati motivi musicali. La sua carriera cinematografica rallentò all'inizio degli anni quaranta, principalmente per la decisione dell'attore di seguire un periodo di addestramento come pilota militare, in previsione di un coinvolgimento degli Stati Uniti nella seconda guerra mondiale. Dopo l'attacco giapponese a Pearl Harbor, Raymond fu reclutato nella United States Army Air Force per pilotare i bombardieri B-17 lungo le coste atlantiche e nel luglio del 1942 fu trasferito per circa un anno in Inghilterra, dove servì nel 97th Bomb Group. Al rientro negli Stati Uniti nel 1943, partecipò a numerose missioni, raid aerei e bombardamenti, e rimase nelle riserve delle Forze Armate anche dopo la fine del conflitto, congedandosi nel 1968 con il grado di colonnello.
Raymond tornò sul grande schermo con il noir Il segreto del medaglione (1946), interpretato al fianco di Robert Mitchum e Laraine Day, quindi diresse e interpretò il film Million Dollar Weekend (1948), che non fu un successo e non consentì alla sua carriera cinematografica di riprendere slancio. L'attore si rivolse allora alla televisione, in forte ascesa all'inizio degli anni cinquanta, e apparve in numerose trasmissioni di successo come gli show antologici Fireside Theatre (1953-1955), Matinee Theatre (1956-1957), e le serie Climax! (1958) e The Further Adventures of Ellery Queen (1958). Durante gli anni sessanta le sue apparizioni continuarono a essere costanti, in particolare nelle serie televisive La parola alla difesa (1963-1965), Organizzazione U.N.C.L.E. (1965), Ironside (1968) e Reporter alla ribalta (1969). Per il grande schermo recitò ancora nel dramma politico L'amaro sapore del potere (1964) e nella commedia Vorrei non essere ricca! (1964), con cui si congedò dal cinema.
Raymond chiuse la propria carriera alla metà degli anni settanta, dopo essere ancora apparso nelle serie d'azione F.B.I. (1970), Squadra emergenza (1972) e L'uomo invisibile (1975).

### Vita privata
Nel periodo di maggior successo della sua carriera cinematografica, alla metà degli anni trenta, Raymond conobbe la cantante e attrice Jeanette MacDonald, all'epoca star musicale della MGM. I due si sposarono il 16 giugno 1937, con una cerimonia assai pubblicizzata, e il matrimonio durò fino alla morte della MacDonald, avvenuta nel 1965. La coppia apparve insieme sul grande schermo in un'unica occasione, nel melodramma romantico Catene del passato (1941), e successivamente in alcuni show televisivi di intrattenimento durante la prima metà degli anni cinquanta.
Dopo la morte di Jeanette MacDonald, nel 1974 Raymond si risposò con Nel Bentley Hees, che morirà nel 1995. L'attore morì il 2 maggio 1998, all'età di ottantanove anni, per una polmonite.

## Filmografia

### Cinema
- Personal Maid, regia di Monta Bell e Lothar Mendes (1931)
- Prigioniere (Ladies of the Big House), regia di Marion Gering (1931)
- Forgotten Commandments, regia di Louis J. Gasnier e William Schorr (1932)
- The Night of June 13th, regia di Stephen Roberts (1932)
- Lo schiaffo (Red Dust), regia di Victor Fleming (1932)
- Se avessi un milione (If I Had a Million), regia di James Cruze, H. Bruce Humberstone (1932)
- Zani (Zoo in Budapest), regia di Rowland V. Lee (1933)
- Ex-Lady, regia di Robert Florey (1933)
- Ann Carver's Profession, regia di Edward Buzzell (1933)
- Brief Moment, regia di David Burton (1933)
- La casa della 56ª strada (The House on 56th Street), regia di Robert Florey (1933)
- Carioca (Flying Down to Rio), regia di Thornton Freeland (1933)
- Susanna (I Am Suzanne!), regia di Rowland V. Lee (1933)
- La via proibita (Coming-Out Party), regia di John G. Blystone (1934)
- Sadie McKee, regia di Clarence Brown (1934)
- Transatlantic Merry-Go-Round, regia di Benjamin Stoloff (1934)
- La moglie indiana (Behold My Wife), regia di Mitchell Leisen (1934)
- The Woman in Red, regia di Robert Florey (1935)
- Transient Lady, regia di Edward Buzzell (1935)
- Hooray for Love, regia di Walter Lang (1935)
- Seven Keys to Baldpate, regia di William Hamilton ed Edward Killy (1935)
- Love on a Bet, regia di Leigh Jason (1936)
- La forza dell'amore (The Bride Walks Out), regia di Leigh Jason (1936)
- L'incontentabile (Walking on Air), regia di Joseph Santley (1936)
- Quartieri di lusso (Smartest Girl in Town), regia di Joseph Santley (1936)
- La ragazza di Parigi (That Girl from Paris), regia di Leigh Jason (1936)
- There Goes My Girl, regia di Ben Holmes (1937)
- The Life of the Party, regia di William A. Seiter (1937)
- Una ragazza fortunata (She's Got Everything), regia di Joseph Santley (1937)
- Stolen Heaven, regia di Andrew L. Stone (1938)
- Cross-Country Romance, regia di Frank Woodruff (1940)
- Il signore e la signora Smith (Mr. & Mrs. Smith), regia di Alfred Hitchcock (1941)
- Catene del passato (Smilin' Through), regia di Frank Borzage (1941)
- Il segreto del medaglione (The Locket), regia di John Brahm (1946)
- Assigned to Danger, regia di Budd Boetticher (1948)
- Rosso il cielo dei Balcani (Sofia), regia di John Reinhardt (1948)
- Million Dollar Weekend, regia di Gene Raymond (1948)
- The Amazing Mr. Malone, regia di George Cahan (1950) – film tv
- Tutti in coperta (Hit the Deck), regia di Roy Rowland (1955)
- La strada della rapina (Plunder Road), regia di Hubert Cornfield (1957)
- Woman on the Run, regia di Dick Powell (1959) – film tv
- L'amaro sapore del potere (The Best Man), regia di Franklin J. Schaffner (1964)
- Vorrei non essere ricca! (I'd Rather Be Rich), regia di Jack Smight (1964)
- Five Bloody Graves, regia di Al Adamson (1970) – voce

### Televisione
- The Bigelow Theatre – serie TV, 1 episodio (1951)
- Robert Montgomery Presents – serie TV, 1 episodio (1952)
- Pulitzer Prize Playhouse – serie TV, 2 episodi (1950-1952)
- Tales of Tomorrow – serie TV, 2 episodi (1952)
- Broadway Television Theatre – serie TV, 2 episodi (1952)
- The Philip Morris Playhouse – serie TV, episodio 1x13 (1953)
- Medallion Theatre – serie TV, 1 episodio (1953)
- Schlitz Playhouse of Stars – serie TV, 2 episodi (1953-1954)
- Kraft Television Theatre – serie TV, 1 episodio (1955)
- Fireside Theatre – serie TV, 2 episodi (1955)
- Letter to Loretta – serie TV, 1 episodio (1955)
- Lux Video Theatre – serie TV, 3 episodi (1952-1955)
- The Ford Television Theatre – serie TV, 1 episodio (1956)
- TV Reader's Digest – serie TV, 1 episodio (1956)
- General Electric Summer Originals – serie TV, 1 episodio (1956)
- Ethel Barrymore Theater – serie TV, 1 episodio (1956)
- Hollywood Summer Theatre – serie TV, 1 episodio (1956)
- Playhouse 90 – serie TV, episodio 1x26 (1957)
- Matinee Theatre – serie TV, 1 episodio (1957)
- Climax! – serie TV, episodio 4x18 (1958)
- The Red Skelton Show – serie TV, 1 episodio (1958)
- The Further Adventures of Ellery Queen – serie TV, episodio 1x05 (1958)
- Johnny Ringo – serie TV, 1 episodio (1960)
- The Barbara Stanwyck Show – serie TV, 1 episodio (1961)
- The United States Steel Hour – serie TV, 3 episodi (1959-1961)
- Insight – serie TV, 2 episodi (1960-1962)
- Armstrong Circle Theatre – serie TV, 1 episodio (1962)
- Sam Benedict – serie TV, 1 episodio (1962)
- The Dick Powell Show – serie TV, episodio 2x29 (1963)
- Channing – serie TV, 1 episodio (1963)
- The Outer Limits – serie TV, 1 episodio (1963)
- La legge di Burke (Burke's Law) – serie TV, episodio 1x29 (1964)
- My Living Doll – serie TV, episodio 1x06 (1964)
- All'ombra del ricatto (The Hanged Man), regia di Don Siegel – film TV (1964)
- Organizzazione U.N.C.L.E. (The Man from U.N.C.L.E.) – serie TV, 1 episodio (1965)
- La parola alla difesa (The Defenders) – serie TV, 3 episodi (1963-1965)
- Laredo – serie TV, 1 episodio (1966)
- Agenzia U.N.C.L.E. (The Girl from U.N.C.L.E.) – serie TV, 1 episodio (1967)
- Al banco della difesa (Judd for the Defense) – serie TV, 1 episodio (1967)
- Hondo – serie TV, episodio 1x11 (1967)
- Ironside – serie TV, 2 episodi (1968)
- Giulia (Julia) – serie TV, 1 episodio (1969)
- I nuovi medici (The Bold Ones: The New Doctors) – serie TV, 1 episodio (1969)
- Reporter alla ribalta (The Name of the Game) – serie TV, 2 episodi (1969)
- Mannix – serie TV, 1 episodio (1969)
- Paris 7000 – serie TV, 1 episodio (1970)
- Los Angeles: ospedale nord (The Interns) – serie TV, 1 episodio (1970)
- F.B.I. – serie TV, 1 episodio (1970)
- The D.A. – serie TV, 1 episodio (1971)
- Squadra emergenza (Emergency!) – serie TV, 1 episodio (1972)
- Apple's Way – serie TV, 1 episodio (1974)
- L'uomo invisibile (The Invisible Man) – serie TV, 1 episodio (1975)

## Doppiatori italiani
- Gino Cervi in Carioca (doppiaggio originale)
- Romano Malaspina in Carioca (ridoppiaggio)
- Romano Malaspina in Il signore e la signora Smith
- Augusto Marcacci in La strada della rapina
- Gualtiero De Angelis in L'amaro sapore del potere